# 金復東
金 復東（きん ふくとう、キム・ボクトン、김복동、1933年3月5日 - 2000年4月19日）は、韓国の軍人、政治家。第14・15代国会議員。
本貫は新安東金氏。盧泰愚大統領の夫人である金玉淑は妹、元商工部長官の琴震鎬は義弟（妹の夫）、元政務長官の朴哲彦は従兄弟。ハナフェの一員。仏教徒。

## 経歴
- 大邱高等普通学校卒業
- 1955年 陸軍士官学校第11期卒業
- 1969年 駐ベトナム韓国軍司令部保安部隊長
- 1977年2月－1979年1月 陸軍第5師団師団長
- 1979年1月－1979年12月 大統領警護室作戦次長補
- 1979年12月－1980年7月 陸軍第3軍副司令官
- 1980年7月－1982年1月 陸軍士官学校校長
- 1982年 予備役編入
- 1982年5月－1988年 大韓鉱業振興公社社長
- 1983年12月－？ 学校法人理事長
- 1992年10月－1992年11月 民主自由党党務委員
- 第14代国会議員（民自党、大邱東区甲）、第15代国会議員（自由民主連合、大邱東区甲）を歴任した。

他に延世大学校の行政大学院で修士学位を取得し、ソウル大学校、高麗大学校のAMP、延世大学校高位政策課程を受講した。

## 叙勲
- 保国勲章国仙章
- 保国勲章天授章